# Anolis christophei
Anolis christophei är en ödleart som beskrevs av  Williams 1960. Anolis christophei ingår i släktet anolisar, och familjen Polychrotidae. Inga underarter finns listade i Catalogue of Life.